# Калинина, Анна Георгиевна
Анна Георгиевна Калинина (укр. Ганна Георгіївна Калініна; 1 мая 1979, Киев) — украинская яхтсменка, призёр Олимпийских игр.

## Спортивные достижения
- XXVIII летние Олимпийские игры (2004) класс яхт «Инглинг» (совместно с С. В. Матевушевой и Р. А. Таран) — 2 место (серебро)

## Государственные награды
- Почётная грамота Кабинета Министров Украины (16.09.2004) [1]
- Орден княгини Ольги III-й степени (18.09.2004)[2]